# Pica-pau-sultão-grande
Pica-pau-sultão-grande (Chrysocolaptes guttacristatus) é uma espécie de pica-pau. Está amplamente distribuído no norte do subcontinente indiano, estendendo-se para o leste até o sul da China, a Península da Malásia, Sumatra, oeste e centro de Java e nordeste de Bornéu.

## Taxonomia
Foi sugerido dividir o pica-pau-sultão-grande nas seguintes espécies:
- Pica-pau-sultão-grande (C. guttacristatus) (C. lucidus se considerado como um grupo e não dividido)

- Pica-pau-sultão-do-ceilão [en] (C. stricklandi), do Sri Lanka

- Pica-pau-sultão-javanês [en] (C. strictus), do leste de Java, Bali e Ilhas Kangean

- Pica-pau-sultão-de-lução [en] (C. haematribon), de Lução, Polillo, Catanduanes e Marinduque, no norte das Filipinas

- Pica-pau-sultão-de-faces-amarelas [en] (C. xanthocephalus), de Negros, Guimaras, Panay, Masbate e Ticao, nas Ilhas Filipinas

- Pica-pau-sultão-malhado [en] (C. lucidus), de Bohol, Leyte, Samar, Biliran, Panaon, Mindanao, Basilan e Samal, nas Ilhas Filipinas

- Pica-pau-sultão-de-cabeça-vermelha [en] (C. erythrocephalus), de Balabac, Palawan, Busuanga e Calamian, nas Ilhas Filipinas

- Pica-pau-sultão-do-malabar [en] (C. socialis), do sudoeste da Índia

## Descrição

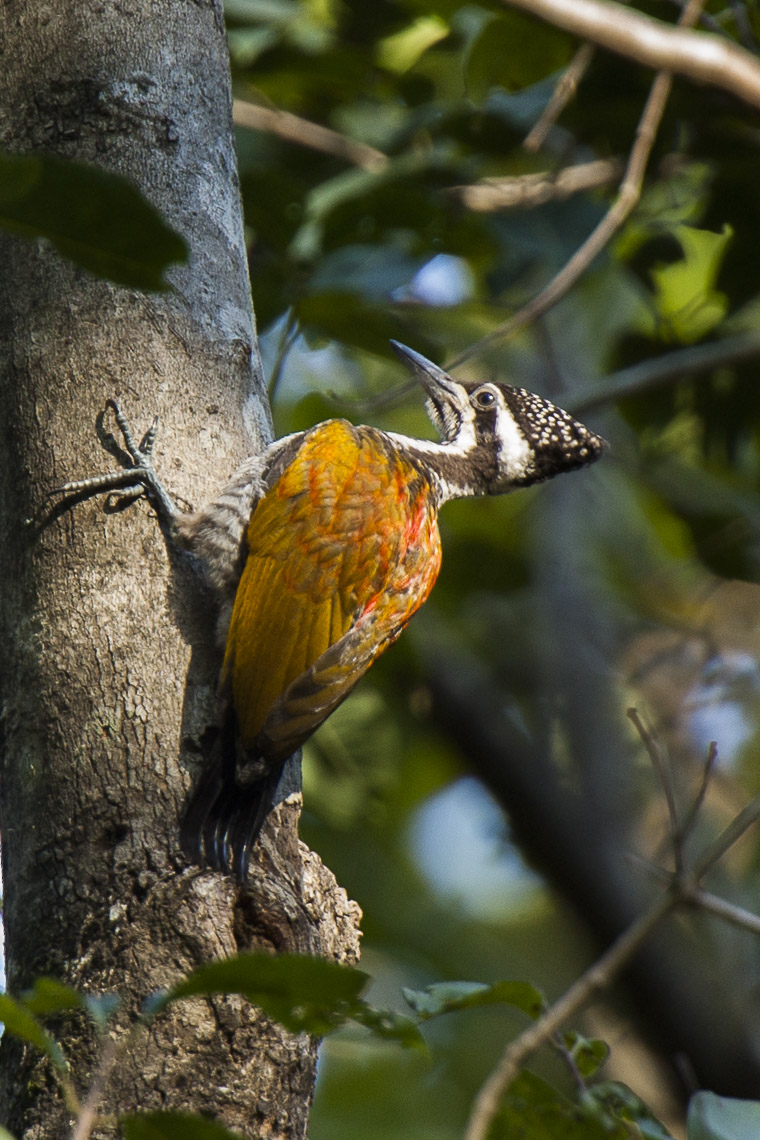
Fêmea no Parque Nacional Jim Corbett

O pica-pau-sultão-grande é um pica-pau de grande porte, com 33 cm de comprimento. Possui a forma típica dos pica-paus, com uma crista ereta e pescoço longo. A coloração varia bastante entre as subespécies, mas o dorso e as asas são sempre de um amarelo-dourado a marrom-escuro, sem marcas. A garupa é vermelha, e a cauda é preta. As partes inferiores são brancas com marcas escuras ou marrom-claras. A cabeça pode ser esbranquiçada com padrões pretos, ou amarela, marrom ou vermelha. O bico, reto e pontiagudo, é mais longo que a cabeça, e as pernas têm pés zigodátilos de quatro dedos (dois voltados para frente e dois para trás), de cor cinza-chumbo. As íris dos olhos variam de brancas a amareladas.
O macho adulto do pica-pau-sultão-grande sempre tem um píleo vermelho. Nas fêmeas, a cor da coroa varia entre as subespécies, podendo ser preta com manchas brancas, amarela ou marrom com pontos mais claros. Os juvenis se assemelham às fêmeas, mas com cores mais opacas e íris marrons.

### Espécies semelhantes
As subespécies do pica-pau-sultão-grande com cabeça branca e preta lembram alguns pica-paus do gênero Dinopium de três dedos, embora não sejam particularmente próximos em termos evolutivos. Diferentemente do pica-pau-incandescente-indiano (D. benghalense) e do pica-pau-incandescente-comum [en] (D. javanense), as listras escuras do "bigode" do pica-pau-sultão-grande são divididas por branco (tornando-as menos visíveis à distância); exceto em C. stricklandi, a nuca é branca (não preta), e mesmo nas aves do Sri Lanka, a cor escura não se estende entre os ombros como nas espécies do gênero Dinopium. Assim, vistos de trás, os pica-paus-sultões-grandes de cabeça preta e branca fora do Sri Lanka exibem um pescoço branco com bordas pretas laterais, enquanto as espécies de Dinopium têm pescoço e parte superior do dorso pretos, com finas bordas brancas no pescoço. Esses outros pica-paus também são menores (embora isso só seja confiável em comparação direta), possuem bico mais curto que a cabeça e íris escuras.

## Comportamento e ecologia
Esse pica-pau está associado a uma diversidade de habitats florestais mais abertos, como os encontrados nas encostas do Himalaia ou nos Gates Ocidentais, além de florestas de mangue. Parece estar bem adaptado a tipos específicos de floresta, enquanto o pica-pau-incandescente-comum (Dinopium javanense), de aparência semelhante, é mais generalista. Assim, dependendo das florestas predominantes em uma região, C. lucidus pode ser mais comum (como na Tailândia) ou menos comum (como na Malásia Peninsular) que D. javanense. Em florestas de mangue na Malásia, por exemplo, o pica-pau-sultão-grande prefere forragear em árvores altas de Avicennia alba [en], enquanto o pica-pau-incandescente-comum utiliza essa espécie de forma menos seletiva, além de Bruguiera parviflora [en] e Sonneratia alba [en].
Como outros pica-paus, o pica-pau-sultão-grande usa o bico para extrair alimentos das árvores, apoiando-se com seus pés zigodátilos e cauda rígida contra os troncos. Sua língua longa pode ser projetada para capturar presas artrópodes que perfuram madeira. Embora se alimente principalmente de pequenos invertebrados, também consome néctar. Faz ninhos em buracos de árvores, onde põe de três a quatro ovos brancos.

## Conservação
Amplamente distribuído e comum em partes de sua área de ocorrência, o pica-pau-sultão-grande é classificado como espécie pouco preocupante na Lista Vermelha da IUCN.

## Evolução
A convergência evolutiva na plumagem entre uma espécie maior e outra menor é observada em outros pica-paus, como o pica-pau-galego-americano [en] ("Picoides" pubescens) e o pica-pau-cabeludo [en] ("P." villosus) da América do Norte, o pica-pau-pardo [en] ("P." fumigatus) tropical americano e certas espécies de Veniliornis, ou o pica-pau-austral [en] (V. lignarius) e o pica-pau-chorão (V. mixtus), além de alguns Piculus e "Picoides" da América do Sul. Em todos esses casos, essas aves não são gregárias nem conhecidas por terem sabor desagradável, e, devido às diferenças de tamanho e preferências de habitat, competem pouco entre si; assim, as razões habituais para mimetismo não parecem se aplicar. Embora a semelhança na plumagem possa ser mera coincidência, talvez um atavismo de um padrão plesiomórfico, o fato de esses casos serem comuns entre os membros da família Picinae e de as espécies envolvidas serem geralmente simpátricas sugere que algum benefício ainda desconhecido possa favorecer alguns ou todos os táxons envolvidos.